# Герб Замбии
Государственный Герб Замбии был принят 24 октября 1964, когда республика получила независимость. Для герба Замбии был взят за основу герб колонии Северная Родезия (название Замбии до 1964 года), который берёт своё начало в 1927 году.

## Описание
Герб представляет собой щит, в чёрном поле которого шесть серебряных волнистых столбов. Над щитом перекрещенные мотыга и кирка, над ними золотой обернувшийся орёл. Щит держат противопоставленные мужчина в зелёной одежде и женщина в червлёном, оба в червлёной обуви, стоящие на зелёном травяном основании с золотым цветком с зелёными листьями. Снизу герба серебряная девизная лента с надписью черными литерами One Zambia One Nation.

## Символика
Чёрное поле щита символизирует африканский континент, серебряные столбы — водопад Виктория.
Орёл является символом свободы, а также трудностей её завоевания Замбией и национальные надежды на будущее. Мотыга и кирка символизируют природные ресурсы Замбии: сельское хозяйство и горную промышленность
Девиз страны — «Одна Замбия, Одна Нация» (англ. One Zambia, One Nation), что подчёркивает мирные принципы существования и мирное объединение различных племён.

## История

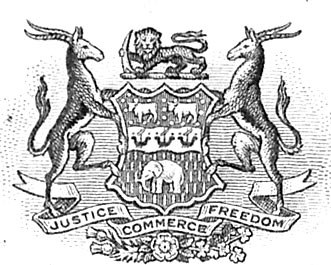
Герб Британской Южно-Африканской компании
Герб Северной Родезии
Федерации Родезии и Ньясаленда 1953-1963